# Кос Михайло (офтальмолог)
Ко́с Миха́йло (1 грудня 1863, Комарно — 12 лютого 1930, Перемишль) — перший українець лікар-окуліст на Галичині, член НТШ, автор численних публікацій у фахових журналах та періодиці, а також мандрівних нотаток з подорожей по Європі, Азії та Північній Африці, член-засновник Українського Лікарського Товариства, член багатьох українських центральних і місцевих товариств.

## Біографія

### Освіта
1873 р. — Закінчив третій клас початкової польської школи (м. Комарно)
1882 р. — Випускник Львівської української академічної гімназії.
1882–1888 рр. — Навчався на медичному факультеті Краківського університету.
1889 р. — Стажувався у Граці і Відні, приятелі і знайомі звикли його називати «ходячою енцикльопедією».

### Кар'єра
1889–1917 рр. — Військовий лікар австрійської армії, полковник, нагороджений хрестом Франца-Йосифа та іншими військовими нагородами у 1916-1918 рр.

### Меценат
Регулярно жертвував на усі українські товариства (наприклад у 1911 р. 120 корон на українську приватну школу ім. М. Шашкевича в Перемишлі), власну бібліотеку постійно уприступнював українським студентам, а згодом подарував Товариству наукових викладів імені Петра Могили у Перемишлі.

### Поліглот
Знав польську, німецьку, англійську, французьку, італійську, російську, сербську мови та їдиш.

### Інше
Приятель Є. Чикаленка. За політичними поглядами — прихильник гетьманської орієнтації та ідеології В. Липинського. Залишив щоденники і записні книжки періоду Першої світової війни (нім. мовою, зберігаються у відділі рукописів Львівської бібліотеки АН України). В часи війни внаслідок доносів сусідів потерпав від австрійської влади, що, як «небезпечному», не дозволила жити в місті й переслідувала його. Відзначався незвичайною гуманністю і совісністю. За спогадами сучасників «лічив і вчив, виховував».

## Надруковані праці
- «Про скіяскопію» // Збірник математично-природописно-лікарської секції НТШ. — Т.5, випуск 2. — 1899.
- «Очні хороби новобранців» // Збірник математично-природописно-лікарської секції НТШ. — Т.9. — 1903.
- «Ліченє трахоми і других запалень» // Збірник математично-природописно-лікарської секції НТШ. — Т.9. — 1903.
- Брошура «Трахома» (1907, Перемишль).
- Брошура «Про полові справи» (1908 та 1912, Львів; 1941, Вінніпег)
- «Уживанє окулярів» // «Діло». — № 74 -1900.
- «Очна катаракта» // «Діло». — № 148—1901.
- «Зизоокість» // «Діло». — № 187—188 -1901.
- «Історія окулярів» // «Діло».- № 65-66-67. -1902.
- «Щіпленє віспи» // «Діло».- № 253—255,257,258,261,262. -1903.
- «Невражливість на хороби» // «Діло».- № 291-292. -1903.
- «Більмо» // «Діло».- № 187. -1904.
- «Деструкцийний інстинкт» // «Діло».- № 44. -1905.
- «Мануїл Гарсія» // «Діло».- № 65. -1905.
- «Надзорість у дітей» // «Українська хата».- № 1. -1905.
- «Медицина перед 4000 літ» // «Діло».- № 129. -1906.
- «Чому звізди мають „звіздистий“ вигляд» // «Діло».- № 11. -1907.
- «Куряча сліпота» // «Діло».- № 182. -1910.
- «Henri Dunant» // «Діло».- № 290—291. -1910.
- «Лікарський гонорар» // «Діло».- № 29. — 8 лютого 1910.
- «Воєнна слава» // «Діло».- № 249. -1912.
- «Про скалічення очей» // «Український голос» (Перемишль). — № 25. — 29 серпня 1920.
- «Про лікарську поміч» // «Український голос» (Перемишль). — № 26. — 5 вересня 1920.
- «Чи варто пускати кров і коли?» // «Український голос» (Перемишль). — № 31. — 18 жовтня 1920.